# 아코스 샤르카
아코스 샤르카(Ákos Szarka, 1993년 11월 23일 ~ )는 슬로바키아의 축구 선수이다. 포지션은 공격수이다.